# Malintzin Patera
La Malintzin Patera è una struttura geologica della superficie di Venere.